# Лорето (станция метро)
«Лоре́то» (итал. Loreto) — станция линий M1 и M2 Миланского метрополитена. Подземная станция, располагается под площадью Лорето (piazzale Loreto) на северо-востоке центральной части Милана.

## История
Станция была открыта в составе первой очереди линии M1 (от станции «Сесто Марелли» до станции «Лотто») 1 ноября 1964 года.
27 сентября 1969 года была запущена первая очередь линии M2 от станции «Каяццо» до станции «Кашина Гобба», с этого дня станция «Лорето» является пересадочной между двумя линиями.
В 2008—2011 годах на станции были проведены работы по обновлению станции, её дизайн был изменён по проекту неаполитанского архитектора Керубино Гамбарделлы (итал. Cherubino Gambardella).

## Особенности
Устройство станции «Лорето» линии M1 подобно устройству почти всех станций первой очереди: подземное расположение с двумя путями — по одному для каждого направления и двумя боковыми платформами. Станционный зал располагается под проспектом Буэнос Айрес (corso Buenos Aires) между площадью Лорето (piazzale Loreto) и площадью Арджентина (piazza Argentina).
Станция линии M2 также имеет два пути с двумя боковыми платформами. Располагается под улицей Страдивари (via Stradivari). 
В состав комплекса станций входит просторный мезонин, построенный с целью обеспечения комфортабельного перехода между линиями.

## Пересадки
Со станции «Лорето» производятся пересадки на миланский наземный транспорт:
- Автобус
- Троллейбус линий 90 и 91

## Оснащение
Оснащение станции:
- Аппараты для продажи билетов